# Pilots espanyols de Fórmula 1

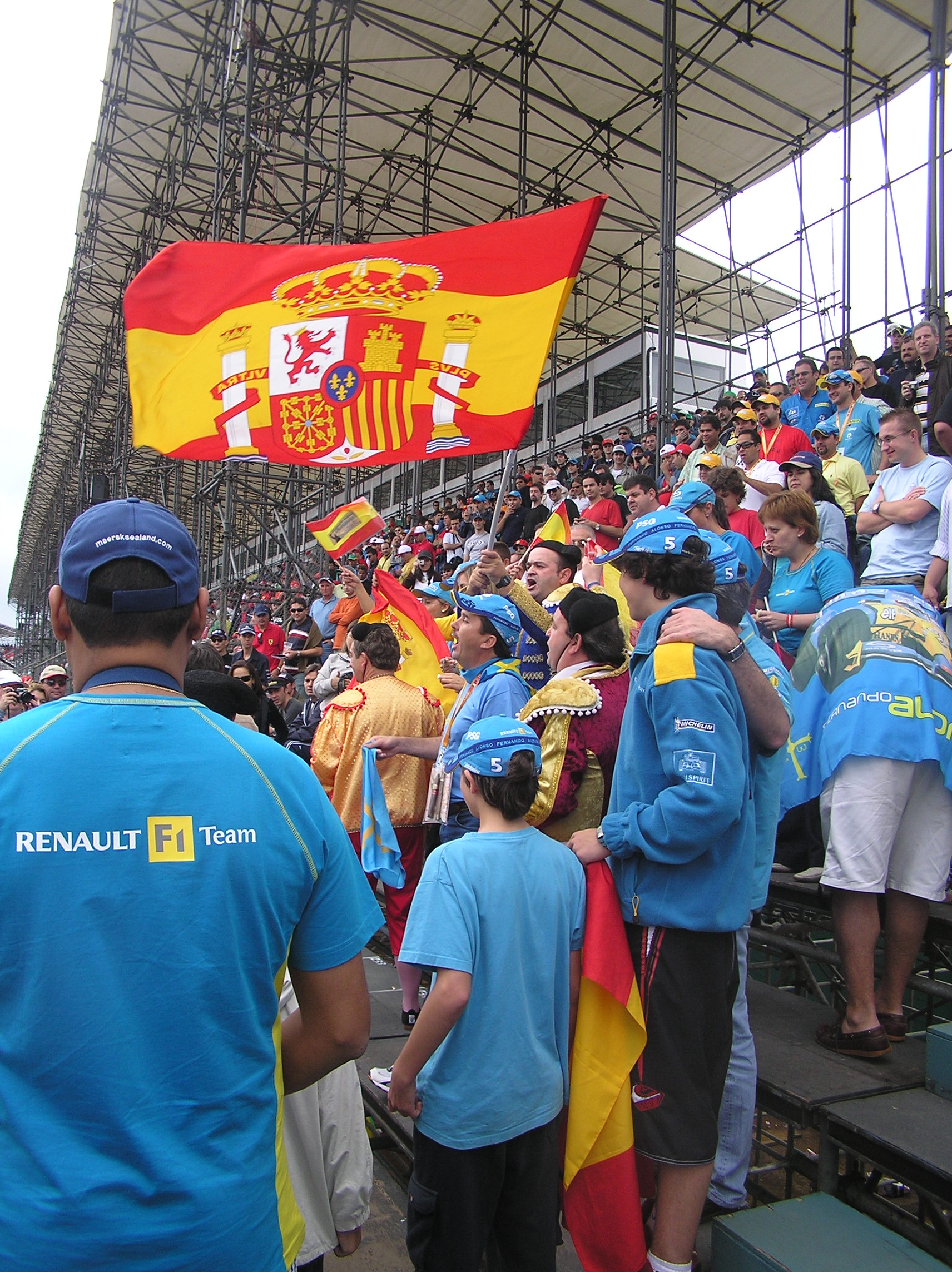
Seguidors de Fernando Alonso al GP (Gran Premi) de Brasil de 2005.

Un total de 15 pilots espanyols de Fórmula 1 han participat en les curses de l'anomenat gran premi (GP) de Fórmula 1 des dels seus inicis. La Fórmula 1 es remunta als inicis de l'any 1950. La primera participació d'un pilot amb nacionalitat espanyola fou l'any 1951, quan el català Francesc Godia i Sales va participar en el Gran Premi de Suïssa. En aquella mateixa temporada, un altre pilot català, Joan Jover Sañés, participaria en el Gran Premi d'Espanya. Des d'aleshores, 13 pilots espanyols més han participat en alguna de les edicions dels Grans Premis.

## Primers anys (1950-1960)
Llista de primers pilots a participar en la Fórmula 1 (F1) des de l'inici:

### Francesc Godia(1951, 1954-18)
Va debutar el 28 d'octubre de 1951 en el Gran Premi d'Espanya (Barcelona) i va aconseguir un total de sis punts en el campionat mundial, aconseguits amb dues quartes posicions. Entre 1954 i 1958 va disputar el Campionat del Món de Fórmula 1, pilotant automòbils Maserati. Va acabar novè a la Temporada de 1956.

### Joan Jover(1951)
Va participar només en el Gran Premi d'Espanya de 1951, encara que ni tan sols va poder començar la carrera al circuit de Pedralbes, a causa d'un trencament del motor del cotxe.

### Alfonso de Portago(1956-1957)
Va participar en cinc grans premis, sempre amb la Scuderia Ferrari, debutant l'1 de juliol de 1956 a França, i aconseguint un total de 4 punts del campionat. Va acabar segon en el Gran Premi de Gran Bretanya de 1956 i cinquè en el Gran Premi de l'Argentina de 1957.

### Antoni Creus(1960)
Va participar només en el Gran Premi de l'Argentina del 1960, en el qual només va poder completar 16 voltes al circuit amb un Maserati.

## Època d'escassetat (1970-1990)
Època dominada per l'escassetat de resultats de pilots espanyols, la majoria no aconseguien competir en més de 2 curses consecutives, amb un material de baixa i dubtosa qualitat.

### Àlex Soler-Roig(1970-1972)
Va participar en nou grans premis, debutant el 19 d'abril de l'any 1970, però no va arribar a completar cap carrera formal.

### Emilio de Villota(1976-1978, 1982)
Va participar en 14 grans premis d'automobilisme. Però que tan sols va arribar a disputar dues carreres l'any 1977, ja que no es va classificar per a les restants. Va debutar el 2 de maig de 1976 en el traçat madrileny de Jarama.

### Emilio Zapico(1976)
Va participar en un gran premi amb l'escuderia Mapfre Wiliams, però va fallar en els entrenaments per la qualificació. El monoplaça Williams FW04 que feia servir tenia un any d'antiguitat i va ser usat posteriorment per Brian McGuire.

### Adrián Campos(1987-1988)
Va participar en 21 grans premis amb Minardi, debutant el 12 d'abril de 1987. Minardi era una escuderia de Fórmula 1 fundada el 1979 per Giancarlo Minardi i que va disputar curses a la F1 entre la temporada 1985 i la de l'any 2005. Tenia la seu a Faenza, Itàlia. Diversos problemes mecànics i de posada a punt li van impedir tant a ell com al seu company Alessandro Nannini puntuar en el Mundial. Aquestes circumstàncies li van portar a completar dues de les vint-i-una curses en què va prendre la sortida, obtenint un catorzè lloc a Espanya com a millor resultat. Un any més tard i després de no poder acceptar ofertes d'altres equips per motius contractuals, va prendre la decisió de retirar-se de la Fórmula 1 a mitjans de l'any 1988.

### Lluís Pérez-Sala(1988-1989)
Va iniciar la seva carrera en copes de promoció, iniciant-se en els circuits internacionals corrent la copa Alfasud Sprint l'any 1983 i la Fórmula 3 (dos nivells per sota de la Fórmula 1) italiana l'any 1984, juntament amb el pilot asturià Luis Villamil. Va arribar a la Fórmula 1 i va participar en 32 grans premis, debutant el 3 d'abril de 1988 a Jacarepaguá (Brasil), aconseguint un únic punt al llarg de la seva trajectòria en el Gran Premi de Gran Bretanya de 1989 en acabar en sisena posició.

## Època daurada (des del 1999)
En aquest període els pilots espanyols aconsegueixen competir temporades senceres, a més de tenir, a partir dels seus segons anys en la competició, cotxes suficientment competitius com per finalitzar en la zona de punts. L'època també ve marcada pels èxits i assoliments de Fernando Alonso. Les escuderies internacionals fitxen a joves corredors espanyols, fet que afavoreix el desenvolupament de l'automobilisme al país.

### Pedro Martínez de la Rosa(1999-2002, 2005-2006, 2010-2012)

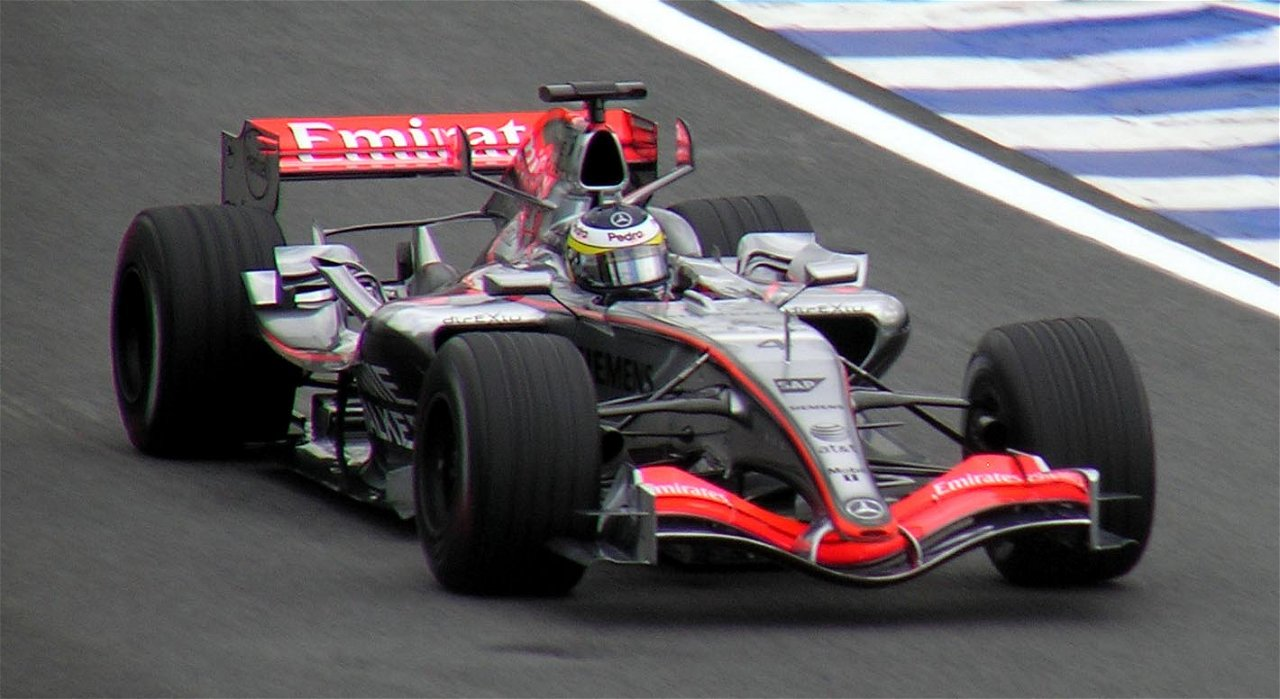
Pedro de la Rosa

És al costat d'Alfonso de Portago, Fernando Alonso i Carlos Sainz Jr. un dels quatre espanyols que han aconseguit el podi en la Fórmula 1 (tan sols en el Gran Premi d'Hongria de 2006). Durant algunes temporades havia compaginat la seva tasca de provador i pilot titular amb la de comentarista en les retransmissions televisives de F1, en les cadenes Telecinco, La Sexta i en Antena 3. Actualment és comentarista al canal de subscripció Movistar Fórmula 1. Ha corregut en els següents equips: Arrows, Jaguar, McLaren, Sauber, HRT i Scuderia Ferrari (com a provador i testador de vehicles).

### Marc Gené (1999-2000, 2003-2004)
Es va iniciar en la màxima categoria l'any 1999 amb Minardi i va aconseguir un punt. Va seguir un any més amb l'escuderia italiana. Com a provador de Williams, va disputar tres curses en substitució de Ralf Schumacher i va obtenir el seu millor resultat, un cinquè lloc, al Gran Premi d'Itàlia del 2003. Actualment, col·labora com a comentarista en diverses cadenes de televisió i segueix formant part de la família Ferrari com a pilot provador i de desenvolupament.

### Fernando Alonso (2001, 2003-2018)

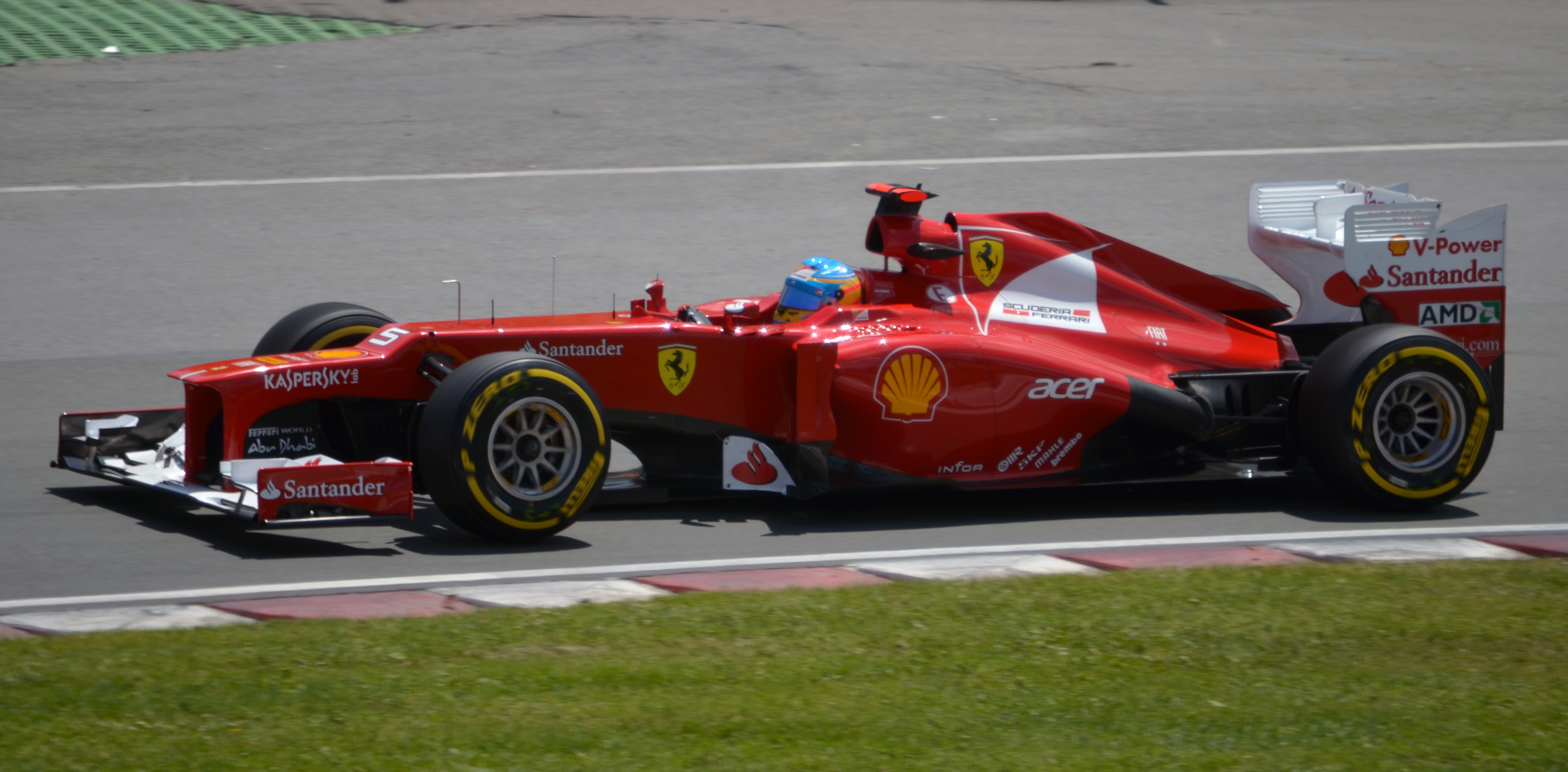
Fernando Alonso

Fernando Alonso Díaz (nascut el 29 de juliol de 1981 a Oviedo) és un pilot asturià d'automobilisme, que milita en la Fórmula 1 a l'equip Alpine-Renault. L'any 2020 va competir a la Indy 500 amb l'equip Arrow Mclaren Sp.
Fill de José Luis Alonso i Ana Díaz. Fins a l'any 2000, va estudiar a l'Instituto Leopoldo Alas Clarín de San Lázaro, moment en què abandonà els estudis a causa dels seus compromisos esportius. Alonso és sens dubte el pilot espanyol de F1 amb més èxit i renom internacional. És l'únic que ha aconseguit guanyar curses i campionats internacionals. Va debutar en 2001 amb Minardi i amb Renault va aconseguir la seva primera victòria (Hongria 2003) i va guanyar dos mundials el 2005 i 2006. Ha estat pilot de Ferrari i amb ells ha estat tres vegades subcampió (el 2010, 2012 i 2013). A partir del 2015 Alonso torna a McLaren després de la seva etapa el 2007. El 2017 va participar en les 500 Milles d'Indianapolis i als anys 2018 i 2019 va guanyar les 24 Hores de Le Mans (competint tota la temporada 2018-19 del WEC). El 14 d'agost de 2018 va anunciar la seva retirada de la Fórmula 1. Però torna amb Alpine F1 Team per l'any 2021.

### Jaume Alguersuari (2009-2011)
Jaume Alguersuari Escudero (Barcelona, 23 de març de 1990) és un pilot de Fórmula 1 català. El juliol de 2009, amb la seva participació en el Gran Premi d'Hongria del 2009, es convertí en el pilot més jove en participar en una prova del campionat del Món de Fórmula 1. És fill del periodista, editor i empresari Jaume Alguersuari. Va ser pilot oficial de la Scuderia Toro Rosso de Fórmula 1 des del 2009 fins al 2011. Va arribar a ser el pilot més jove a competir en la F1 superant a Mike Thackwell (posteriorment Max Verstappen superaria aquest rècord l'any 2015). Alguersuari va debutar el 26 de juliol de 2009 a Hongria, amb tan sols dinou anys i cent vint-i-cinc dies. El seu millor resultat és un setè lloc que va aconseguir en dues ocasions: Itàlia 2011 i Corea 2011.

### Roberto Merhi(2015)
El dia 10 de març, l'equip Manor Marussia F1 Team anuncia oficialment el fitxatge de l'espanyol Roberto Merhi per disputar els primers Grans Premis de la temporada 2015, al costat de Will Stevens. El pilot castellonenc venia de lluitar l'any anterior pel campionat de les World Series by Renault, a on va tenir possibilitats d'emportar-se el campionat. Va estar en segon lloc gairebé tota la temporada fins a l'última carrera, acabant en tercer lloc tot i no tenir un dels cotxes més competitius de la graella. La seva presència va ser excel·lent i va demostrar ser un gran pilot.

### Carlos Sainz Jr. (2015-actualitat)

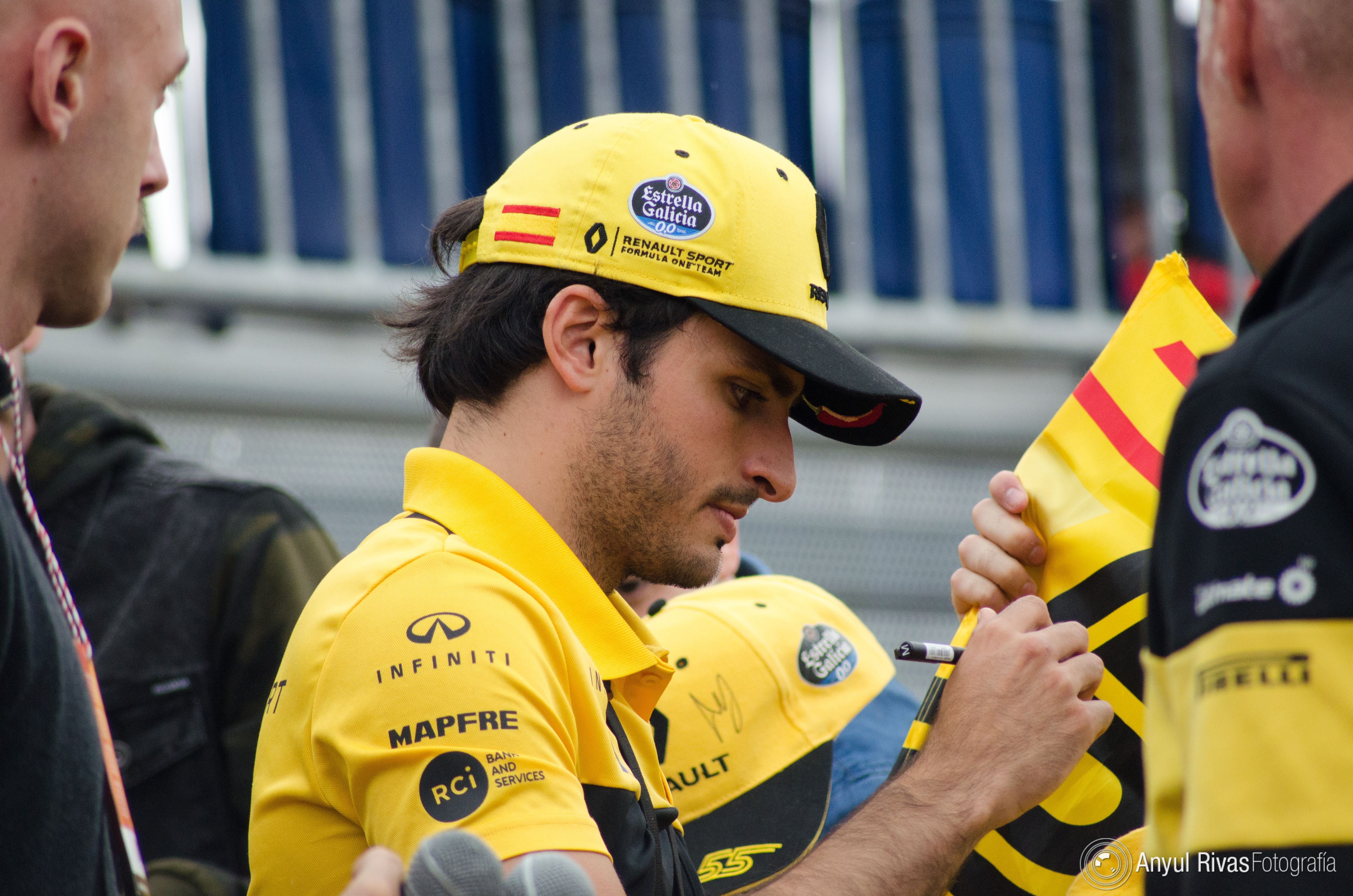
Carlos Sainz Jr.

Fill de Carlos Sainz Cenamor, bicampió del món de ral·li i vencedor del Ral·li Dakar els anys 2010, 2018 i 2020. Va participar en la màxima competició d'automobilisme d'alta velocitat, la Fórmula 1, els anys 2015 i 2016 amb la Scuderia Toro Rosso després de guanyar l'any 2014 les World Series by Renault en la seva categoria Fórmula Renault 3.5. A la fi de l'any 2017 va fitxar per l'escuderia Renault F1, lloc en el qual va seguir competint l'any 2018. El madrileny va ser el quinzè espanyol a participar en un gran premi de Fórmula 1. L'any 2019, Sainz va ser fitxat per l'equip McLaren. En el Gran Premi de Brasil de 2019, Sainz va aconseguir ser tercer després d'haver sortit en l'última posició. D'aquesta manera, va aconseguir el seu primer podi en la Fórmula 1 i el número 100 dels pilots espanyols. El 14 de maig de l'any 2020, va anunciar el seu fitxatge com a pilot de la Scuderia Ferrari per a la temporada 2021 a través de les seves xarxes socials.

## Estadístiques
| Pilot                     | Temporades | Grans Premis |
| ------------------------- | ---------- | ------------ |
| Fernando Alonso           | 17         | 314          |
| Carlos Sainz Jr.          | 6          | 119          |
| Pedro Martínez de la Rosa | 9          | 105          |
| Jaume Alguersuari         | 3          | 46           |
| Marc Gené                 | 4          | 36           |
| Luis Pérez-Sala           | 2          | 32           |
| Adrián Campos             | 2          | 21           |
| Francisco Godia           | 5          | 14           |
| Emilio de Villota         | 4          | 14           |
| Roberto Merhi             | 1          | 13           |
| Alex Soler-Roig           | 3          | 9            |
| Alfonso de Portago        | 2          | 5            |
| Juan Jover Sañés          | 1          | 1            |
| Antonio Creus             | 1          | 1            |
| Emilio Zapico             | 1          | 1            |

(Última actualització: desembre de 2020)

### Campionats Mundials
L'únic pilot espanyol que ha aconseguit el títol de campió del món ha estat Fernando Alonso en aconseguir-ho en les temporades 2005 i 2006.
| Campionats del Món | Nom del Pilot   | Temporada   |
| ------------------ | --------------- | ----------- |
| 2                  | Fernando Alonso | 2005 i 2006 |

### Victòries en Grans Premis
L'únic pilot espanyol que ha aconseguit elevar-se com a guanyador en un Gran Premi és Fernando Alonso qui ho ha aconseguit en 32 ocasions. La primera victòria la va obtenir l'any 2003 en imposar-se en el Gran Premi d'Hongria i l'última en 2013 en vèncer en el GP d'Espanya. L'any 2006, va ser un dels anys que Espanya va obtenir més victòries en el seguit de grans premis. La fama del pilot asturià va brillar per les victòries als grans premis de: Bahrain, Austràlia, Espanya (Montmeló), Mònaco, Gran Bretanya (Silverstone), Canadà i el Japó. El quadre següent aporta la informació següent:
| Veure totes les victòries | Veure totes les victòries | Veure totes les victòries | Veure totes les victòries |
| Victòries                 | Pilot                     | Any                       | Gran Premi                |
| ------------------------- | ------------------------- | ------------------------- | ------------------------- |
| 32                        | Fernando Alonso           | 2003                      | G. P. d'Hongria           |
| 32                        | Fernando Alonso           | 2005                      | G. P. de Malàisia         |
| 32                        | Fernando Alonso           | 2005                      | G. P. de Bahrain          |
| 32                        | Fernando Alonso           | 2005                      | G. P. de San Marino       |
| 32                        | Fernando Alonso           | 2005                      | G. P. d'Europa            |
| 32                        | Fernando Alonso           | 2005                      | G. P. de França           |
| 32                        | Fernando Alonso           | 2005                      | G. P. d'Alemanya          |
| 32                        | Fernando Alonso           | 2005                      | G. P. de la Xina          |
| 32                        | Fernando Alonso           | 2006                      | G. P. de Bahrain          |
| 32                        | Fernando Alonso           | 2006                      | G. P. d'Austràlia         |
| 32                        | Fernando Alonso           | 2006                      | G. P. d'Espanya           |
| 32                        | Fernando Alonso           | 2006                      | G. P. de Mònaco           |
| 32                        | Fernando Alonso           | 2006                      | G. P. de Gran Bretanya    |
| 32                        | Fernando Alonso           | 2006                      | G. P. de Canadà           |
| 32                        | Fernando Alonso           | 2006                      | G. P. del Japó            |
| 32                        | Fernando Alonso           | 2007                      | G. P. de Malàisia         |
| 32                        | Fernando Alonso           | 2007                      | G. P. de Mònaco           |
| 32                        | Fernando Alonso           | 2007                      | G. P. d'Europa            |
| 32                        | Fernando Alonso           | 2007                      | G. P. d'Itàlia            |
| 32                        | Fernando Alonso           | 2008                      | G. P. de Singapur         |
| 32                        | Fernando Alonso           | 2008                      | G. P. del Japó            |
| 32                        | Fernando Alonso           | 2010                      | G. P. de Bahrain          |
| 32                        | Fernando Alonso           | 2010                      | G. P. d'Alemanya          |
| 32                        | Fernando Alonso           | 2010                      | G. P. d'Itàlia            |
| 32                        | Fernando Alonso           | 2010                      | G. P. de Singapur         |
| 32                        | Fernando Alonso           | 2010                      | G. P. de Corea del Sud    |
| 32                        | Fernando Alonso           | 2011                      | G. P. de Gran Bretanya    |
| 32                        | Fernando Alonso           | 2012                      | G. P. de Malàisia         |
| 32                        | Fernando Alonso           | 2012                      | G. P. d'Europa            |
| 32                        | Fernando Alonso           | 2012                      | G. P. d'Alemanya          |
| 32                        | Fernando Alonso           | 2013                      | G. P. de la Xina          |
| 32                        | Fernando Alonso           | 2013                      | G. P. d'Espanya           |

### Podis i punts
El primer podi d'un pilot espanyol va ser el segon lloc obtingut en el Gran Premi de Gran Bretanya per Alfonso de Portago l'any 1956. Aquest podi va convertir a Alfonso de Portago en el primer espanyol a puntuar en un Gran Premi d'automobilisme.
Només tres pilots espanyols han aconseguit aconseguir el podi d'un Gran Premi: Fernando Alonso, Pedro Martínez de la Rosa i Carlos Sainz Jr.
A continuació, es relacionen els pilots espanyols que han aconseguit finalitzar entre les deu primeres posicions, que són les que actualment i des de l'any 2010 donen dret a puntuar.
(Última actualització: Abu Dhabi 2020)
| Lloc                      | 1r | 2n | 3r | 4t | 5è | 6è | 7è | 8è | 9è | 10è | Punts S. de la seva època | Punts S. 2010 |
| ------------------------- | -- | -- | -- | -- | -- | -- | -- | -- | -- | --- | ------------------------- | ------------- |
| Fernando Alonso           | 32 | 37 | 28 | 26 | 23 | 16 | 19 | 12 | 6  | 10  | 1.899                     | 2.740         |
| Carlos Sainz Jr.          | 0  | 1  | 1  | 2  | 8  | 12 | 9  | 14 | 10 | 7   | 372                       | 372           |
| Pedro Martínez de la Rosa | 0  | 1  | 0  | 0  | 3  | 4  | 2  | 5  | 1  | 3   | 35                        | 117           |
| Francisco Godia           | 0  | 0  | 0  | 2  | 0  | 1  | 1  | 2  | 1  | 1   | 6                         | 49            |
| Marc Gené                 | 0  | 0  | 0  | 0  | 1  | 1  | 0  | 3  | 6  | 1   | 5                         | 43            |
| Jaime Alguersuari         | 0  | 0  | 0  | 0  | 0  | 0  | 2  | 3  | 2  | 3   | 31                        | 31            |
| Alfonso de Portago        | 0  | 1  | 0  | 0  | 1  | 0  | 0  | 0  | 0  | 0   | 4                         | 28            |
| Luis Pérez-Sala           | 0  | 0  | 0  | 0  | 0  | 1  | 0  | 2  | 0  | 1   | 1                         | 17            |